# Feyenoord in het seizoen 1997/98
Hier staan alle statistieken van Feyenoord tijdens het seizoen 1997/98.

## Wedstrijden

### PTT-Telecompetitie
| Datum      | Thuis            | Uitslag | Uit                | Doelpuntenmakers Feyenoord | Bijzonderheden                                                                                             |
| ---------- | ---------------- | ------- | ------------------ | --- | --- |
| 21-08-1997 | MVV              | 0 - 3   | Feyenoord          | 0-1 8' Van Bronckhorst 0-2 48' (e.d.) Nygaard 0-3 79' Picún Van Bronckhorst                                                          | |
| 24-08-1997 | Feyenoord        | 3 - 1   | Sparta Rotterdam * | 1-0 17' (e.d.) G. de Nooijer 2-0 36' (pen.) Van Gastel 3-1 74' Bosvelt Vos                                                           | 30' Fraser * Speelde de wedstrijd uit met 10 spelers, (± 45 min.)                                          |
| 31-08-1997 | Feyenoord        | 2 - 0   | De Graafschap      | 1-0 51' Cruz 2-0 53' Cruz Van Bronckhorst                                                                                            | ?', 41' Van Gastel                                                                                         |
| 11-09-1997 | sc Heerenveen    | 0 - 0   | Feyenoord          | | |
| 14-09-1997 | Feyenoord        | 1 - 1   | PSV                | 1-0 22' Van Gobbel | |
| 24-09-1997 | Feyenoord        | 5 - 1   | Vitesse *          | 1-0 34' Sánchez Vos 2-0 54' Picún 3-0 68' Van Bronckhorst 4-1 71' Connolly 5-1 78' Kornejev Bosvelt                                  | |
| 28-09-1997 | FC Groningen     | 2 - 0   | Feyenoord          | | ?', 62' Vos                                                                                                |
| 05-10-1997 | Feyenoord        | 2 - 1   | NAC                | 1-1 25' Sánchez Cruz 2-1 84' Van Gastel                                                                                              | |
| 14-10-1997 | Feyenoord        | 2 - 1   | MVV * **           | 1-0 3' (e.d.) Luijpers 2-0 45' Kornejev Bosvelt                                                                                      | * Speelde de wedstrijd uit met 10 spelers (± 1 min.) ** Speelde de wedstrijd uit met 9 spelers (± 1 min.)  |
| 19-10-1997 | Willem II        | 2 - 0   | Feyenoord          | | |
| 26-10-1997 | Ajax             | 4 - 0 * | Feyenoord          | | 78' Van Gobbel * Na dit duel werd Arie Haan ontslagen en werd Geert Meijer als interim-trainer benoemd     |
| 29-10-1997 | Feyenoord        | 1 - 3   | Fortuna Sittard    | 1-2 80' Bosvelt | |
| 02-11-1997 | Feyenoord        | 2 - 1 * | RKC Waalwijk       | 1-0 45' Graff 2-0 80' Cruz Vos | * Dit was het laatste duel van Geert Meijer als interim-trainer en werd Leo Beenhakker als trainer benoemd |
| 09-11-1997 | FC Volendam      | 0 - 0   | Feyenoord          | | |
| 16-11-1997 | De Graafschap *  | 0 - 0   | Feyenoord          | | * Speelde de wedstrijd uit met 10 spelers (± 32 min.)                                                      |
| 23-11-1997 | Feyenoord        | 3 - 1   | FC Utrecht         | 1-0 17' Bosvelt 2-0 45' (pen.) Van Gastel 3-1 89' (e.d.) Van der Gaag                                                                | |
| 30-11-1997 | Sparta Rotterdam | 0 - 3   | Feyenoord          | 0-1 4' Van Bronckhorst 0-2 21' Cruz Van Wonderen 0-3 85' Cruz Vos                                                                    | |
| 07-12-1997 | N.E.C.           | 3 - 2   | Feyenoord          | 1-1 20' Nelisse Vos 2-2 48' (pen.) Van Gastel                                                                                        | |
| 14-12-1997 | Feyenoord        | 2 - 2   | FC Twente          | 1-1 69' Connolly 2-2 85' Van Gobbel Van Gastel                                                                                       | |
| 21-12-1997 | Feyenoord        | 4 - 2   | Willem II          | 1-0 31' Bosvelt Cruz 2-0 49' Cruz Dudek 3-1 55' Cruz Vos 4-2 86' (pen.) Van Gastel                                                   | |
| 08-02-1998 | FC Utrecht       | 2 - 3   | Feyenoord          | 1-1 34' Cruz Gyan 1-2 42' Cruz Demetradze 1-3 55' Vos                                                                                | |
| 15-02-1998 | FC Twente        | 0 - 0   | Feyenoord          | | ?', 88' Schuiteman                                                                                         |
| 01-03-1998 | Feyenoord        | 2 - 0   | sc Heerenveen      | 1-0 19' Vos Demetradze 2-0 23' Van Bronckhorst                                                                                       | |
| 09-03-1998 | Roda JC          | 1 - 2   | Feyenoord          | 0-1 28' Van Bronckhorst 0-2 73' Cruz Van Bronckhorst                                                                                 | |
| 25-03-1998 | Fortuna Sittard  | 0 - 2   | Feyenoord          | 0-1 21' Van Bronckhorst Kornejev 0-2 54' Van Bronckhors B. Kalou                                                                     | |
| 29-03-1998 | Feyenoord        | 5 - 0   | FC Volendam        | 1-0 45' (pen.) Van Gastel 2-0 57' (pen.) Van Gastel 3-0 72' (e.d.) Gouttebarge 4-0 82' Nelisse Van Gastel 5-0 87' Sánchez Van Gastel | |
| 01-04-1998 | Feyenoord        | 3 - 0   | FC Groningen       | 1-0 34' Van Gastel Vos 2-0 55' Nelisse Graff 3-0 79' Sánchez Van Bronckhorst                                                         | |
| 05-04-1998 | Feyenoord        | 0 - 1   | Ajax               | | |
| 12-04-1998 | RKC              | 3 - 2   | Feyenoord          | 1-1 15' Cruz 2-2 88' Cruz Schuiteman                                                                                                 | |
| 19-04-1998 | NAC              | 1 - 3   | Feyenoord          | 0-1 36' B. Kalou Cruz 1-2 69' Cruz B. Kalou 1-3 78' B. Kalou Cruz                                                                    | |
| 22-04-1998 | Feyenoord        | 1 - 0   | Roda JC            | 1-0 63' Vos Bosvelt | |
| 26-04-1998 | PSV              | 3 - 3   | Feyenoord          | 3-1 51' Van Bronckhorst B. Kalou 3-2 70' Cruz 3-3 73' Van Gastel Gyan                                                                | |
| 03-05-1998 | Vitesse          | 2 - 1   | Feyenoord          | 2-1 57' B. Kalou Van Gastel | |
| 10-05-1998 | Feyenoord        | 0 - 2   | N.E.C.             | | |

### Amstel cup

#### Tweede ronde
De zes hoogst geklasseerde clubs uit de Eredivisie stroomden tijdens de tweede ronde van het toernooi in en konden niet tegen elkaar worden geloot. 
| Datum      | Thuis     | Uitslag | Uit     | Doelpuntenmakers Feyenoord | Bijzonderheden |
| ---------- | --------- | ------- | ------- | -------------------------- | -------------- |
| 12-11-1997 | Feyenoord | 2 - 0   | TOP Oss | 1-0 24' Cruz 2-0 75' Cruz  |                |

#### Achtste finale
| Datum      | Thuis     | Uitslag | Uit          | Doelpuntenmakers Feyenoord           | Bijzonderheden |
| ---------- | --------- | ------- | ------------ | ------------------------------------ | -------------- |
| 11-02-1998 | Feyenoord | 2 - 0   | FC Groningen | 1-0 1' Vos 2-0 70' (pen.) Van Gastel |                |

#### Kwartfinale
| Datum      | Thuis | Uitslag | Uit       | Doelpuntenmakers Feyenoord | Bijzonderheden                                                  |
| ---------- | ----- | ------- | --------- | -------------------------- | --------------------------------------------------------------- |
| 12-03-1998 | PSV * | 4 - 0   | Feyenoord |                            | 42' Cruz * Speelde de wedstrijd uit met 10 spelers, (± 38 min.) |

### Europees

#### UEFA Champions League

##### Tweede voorronde
| Datum      | Thuis      | Uitslag | Uit         | Doelpuntenmakers Feyenoord                                                                                          | Bijzonderheden |
| ---------- | ---------- | ------- | ----------- | --- | -------------- |
| 13-08-2002 | Feyenoord  | 6 - 2   | FC Jazz     | 1-0 14' (pen.) Van Gastel 2-0 22' Vos 3-1 39' Vos 4-1 58' Sánchez 5-1 65' (pen.) Van Gastel 6-2 85' Van Bronckhorst | 47' Vos        |
| 27-08-2002 | FC Jazz ++ | 1 - 2   | Feyenoord + | 0-1 21' Boateng 1-2 90' Van Gastel                                                                                  |                |

+ Geplaatst voor hoofdtoernooi
++ Geplaatst voor UEFA Cup

##### Groepsfase (Groep B)
| Datum      | Thuis             | Uitslag | Uit               | Doelpuntenmakers Feyenoord                    | Bijzonderheden                                         |
| ---------- | ----------------- | ------- | ----------------- | --------------------------------------------- | ------------------------------------------------------ |
| 17-09-1997 | Juventus *        | 5 - 1   | Feyenoord         | 3-1 57' Van Gastel                            | * Speelde de wedstrijd uit met 10 spelers, (± 33 min.) |
| 01-10-1997 | Feyenoord         | 2 - 0   | FC Košice         | 1-0 26' (pen.) Van Gastel 2-0 34' (pen.) Cruz |                                                        |
| 22-10-1997 | Manchester United | 2 - 1   | Feyenoord         | 2-1 82' Vos                                   |                                                        |
| 05-11-1997 | Feyenoord         | 1 - 3   | Manchester United | 1-3 86' Kornejev                              |                                                        |
| 26-11-1997 | Feyenoord         | 2 - 0   | Juventus          | 1-0 66' Cruz 2-0 85' Cruz                     |                                                        |
| 10-12-1997 | FC Košice         | 0 - 1   | Feyenoord         | 0-1 81' Van Bronckhorst                       |                                                        |

Eindstand
| Team                   | Wed | W | G | V | Ptn | DV | DT | DS  |
| ---------------------- | --- | - | - | - | --- | -- | -- | --- |
| 1. Manchester United + | 6   | 5 | 0 | 1 | 15  | 14 | 5  | +9  |
| 2. Juventus +          | 6   | 4 | 0 | 2 | 12  | 12 | 8  | +4  |
| 3. Feyenoord           | 6   | 3 | 0 | 3 | 9   | 8  | 10 | −2  |
| 4. FC Košice           | 6   | 0 | 0 | 6 | 0   | 2  | 13 | −11 |

| + | Geplaatst voor kwartfinale |

## Selectie
De selectie staat op alfabetische volgorde.
| Positie | Speler                          |
| ------- | ------------------------------- |
| V       | Patrick Allotey                 |
| V/M     | / George Boateng (tot dec 1997) |
| M       | Paul Bosvelt                    |
| V       | René Bot                        |
| V/M     | Giovanni van Bronckhorst        |
| V       | Geoffrey Claeys                 |
| A       | David Connolly                  |
| A       | Julio Cruz                      |
| A       | Georgi Demetradze               |
| DM      | Jerzy Dudek                     |
| V       | Henk Fraser                     |
| V/M     | Jean-Paul van Gastel            |
| A/M     | Gláucio                         |
| V       | Ulrich van Gobbel               |

| Positie | Speler                             |
| ------- | ---------------------------------- |
| V       | Patricio Graff                     |
| V       | Christian Gyan                     |
| M       | Volkan Kahraman                    |
| A       | Bonaventure Kalou                  |
| A       | Igor Kornejev                      |
| A       | Robin Nelisse                      |
| DM      | Zsolt Petry                        |
| V       | Fernando Picún                     |
| M       | Pablo Sánchez                      |
| V       | Bernard Schuiteman                 |
| A       | Henk Vos                           |
| V/M     | Kees van Wonderen                  |
| V       | Clemens Zwijnenberg (tot dec 1997) |
| DM      | Edwin Zoetebier                    |

## Topscorers
Legenda
- Doelpunt
- Waarvan Strafschoppen

Er wordt steeds de top 3 weergegeven van elke competitie.

### PTT-Telecompetitie
| Plek | Speler                   |    | Gescoord met penalty |
| ---- | ------------------------ | -- | -------------------- |
| 1.   | Julio Cruz               | 14 | 0                    |
| 2.   | Jean-Paul van Gastel     | 9  | 6                    |
| 3.   | Giovanni van Bronckhorst | 8  | 0                    |

### Amstel cup
| Plek | Speler               |   | Gescoord met penalty |
| ---- | -------------------- | - | -------------------- |
| 1.   | Julio Cruz           | 2 | 0                    |
| 2.   | Jean-Paul van Gastel | 1 | 1                    |
| 2.   | Henk Vos             | 1 | 0                    |

### Europees

#### UEFA Champions League
| Plek | Speler               |   | Gescoord met penalty |
| ---- | -------------------- | - | -------------------- |
| 1.   | Jean-Paul van Gastel | 5 | 3                    |
| 2.   | Julio Cruz           | 3 | 1                    |
| 2.   | Henk Vos             | 3 | 0                    |

### Overall
| Plek | Speler                   |    | Gescoord met penalty |
| ---- | ------------------------ | -- | -------------------- |
| 1.   | Julio Cruz               | 19 | 1                    |
| 2.   | Jean-Paul van Gastel     | 15 | 10                   |
| 3.   | Giovanni van Bronckhorst | 10 | 0                    |

Mannen
1954/55 · 1955/56 · 1956–1988 · 1988/89 · 1989/90 · 1990/91 · 1991/92 · 1992/93 · 1993/94 · 1994/95 · 1995/96 · 1996/97 · 1997/98 · 1998/99 · 1999/00 · 2000/01 · 2001/02 · 2002/03 · 2003/04 · 2004/05 · 2005/06 · 2006/07 · 2007/08 · 2008/09 · 2009/10 · 2010/11 · 2011/12 · 2012/13 · 2013/14 · 2014/15 · 2015/16 · 2016/17 · 2017/18 · 2018/19 · 2019/20 · 2020/21 · 2021/22 · 2022/23 · 2023/24 · 2024/25

Vrouwen
2021/22 · 2022/23 · 2023/24 · 2024/25
Ajax ·
Feyenoord ·
Fortuna Sittard ·
De Graafschap ·
FC Groningen ·
sc Heerenveen ·
MVV ·
NAC ·
N.E.C. ·
PSV ·
RKC Waalwijk ·
Roda JC ·
Sparta Rotterdam ·
FC Twente ·
FC Utrecht ·
Vitesse ·
FC Volendam ·
Willem II